# ConnectU

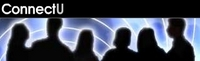
Logo de ConnectU.

ConnectU (originalmente HarvardConnection) es un sitio web de redes sociales lanzado el 21 de mayo de 2004, que fue fundada por los estudiantes de Harvard Tyler y Cameron Winklevoss, en diciembre de 2002.

## Robo de idea
Los hermanos Tyler y Cameron Winklevoss, dos campeones de remo, y su amigo Divya Narendra estudiaron en Harvard, tal como narra la película The Social Network (2010), le pidieron a Zuckerberg que los ayudara a crear una red social para los estudiantes de la referida universidad.  
El trío, que fundó una compañía llamada ConnectU, asegura que Zuckerberg les robó la idea y que deliberadamente retrasó el proyecto mientras trabajaba con las ideas robadas para su propio proyecto, Facebook.  
A raíz de esto, los creadores de ConnectU, llevaron a cabo una denuncia alegando una violación del contrato, apropiación de secretos comerciales y robo de los derechos intelectuales por parte de Zuckerberg. Sin embargo, este declaró que no había sido firmado ningún contrato y que por lo tanto él no era un socio. Dijo además que lo que estaban buscando era un daño económico. 
En febrero del 2010 hubo una alianza entre ConnectU y MySpace para superar el número de usuarios y así catalogarse como la red social de mayor demanda.